# Nicolae Titulescu (Olt)
Nicolae Titulescu es una comuna ubicada en el distrito de Olt, Rumania.

## Superficie
Posee una superficie de 24,42 kilómetros cuadrados.

## Demografía
Hasta 2021 la población era de 1114 habitantes, con una densidad de población de 45,62 habitantes por kilómetro cuadrado.